# 戈斯京涅 (涅米羅夫區)
49°0′19″N 28°44′26″E / 49.00528°N 28.74056°E
戈斯京涅（烏克蘭語：Гостинне），是烏克蘭西南部的村莊，隸屬文尼察州的文尼察區。該村面積1.02平方公里，海拔高度273米，2001年人口397，人口密度每平方公里389.22人。